# Stomiopeltis pinastri
Stomiopeltis pinastri är en svampart som först beskrevs av Karl Wilhelm Gottlieb Leopold Fuckel, och fick sitt nu gällande namn av Arx 1962. Stomiopeltis pinastri ingår i släktet Stomiopeltis och familjen Micropeltidaceae.   Inga underarter finns listade i Catalogue of Life.